# Kulturradikalisme
 Der er for få eller ingen kildehenvisninger i denne artikel, hvilket er et problem. Du kan hjælpe ved at angive troværdige kilder til de påstande, som fremføres i artiklen.

Kulturradikalismen var en strømning i dansk kultur, især i mellemkrigstiden.
Noget af det tidligste man i det daværende København hørte til de kulturradikale, var Holger Drachmanns debut med digtsamlingen Digte i 1871 og Georg Brandes´ forelæsningsrække Hovedstrømninger i det nittende Aarhundredes Litteratur. Disse to begivenheder kom sammen med en række andre skelsættende kulturelle konstruktioner til, at danne ramme om det kulturforløb, som Georg Brandes senere overleverede til eftertiden under navnet "Det Moderne Gennembrud".
Brugen af ordene kulturradikal og kulturradikalisme tillægges ofte litteraturprofessoren Elias Bredsdorff i 1955, Bredsdorff taler om kulturradikale som personer, der er socialt ansvarlige med et internationalt udsyn. Men det er Sigurd Hoel der i 1955 introducerede ordene i Danmark i en kronik i Politiken et par måneder før Bredsdorff. Andre har beskrevet kulturradikalismen som en arv fra Georg Brandes' opgør med romantikken i hans forelæsninger på Københavns Universitet i 1871.
Tidsskrifterne Kritisk Revy og Kulturkampen var talerør for de kulturradikale tanker i mellemkrigstiden.
De værdier, der typisk tilskrives den kulturradikale bevægelse, er bl.a. religionskritik, opgør med nedarvede sociale normer, kritik af den victorianske seksualmoral og sædelighed, antimilitarisme samt åbenhed over for andre kulturelle impulser end de traditionelle, klassiske og vestlige (bl.a. udtrykt ved interesse for jazz, modernistisk arkitektur, kunst, litteratur og teater). Nogle kulturradikale var kommunister, mens andre, som f.eks. Poul Henningsen, var lidt mere moderat i sin kritik af det bestående, herunder socialdemokratiet, som han ikke fandt tilstrækkelig progressivt.[kilde mangler]

## Skældsord
Ordet kulturradikal bliver ofte brugt som skældsord om blandt andet politiske modstandere.

## Personer, der er blevet omtalt som kulturradikale
Grundlæggere af strømningen:
- Holger Drachmann
- Edvard Brandes
- Georg Brandes
- Viggo Hørup

Mellemkrigstiden:
- Kjeld Abell
- Hans Bendix
- H.C. Branner
- Bernhard Christensen
- Mogens Fog
- Otto Gelsted
- Poul Henningsen (PH)
- Thorkild Henningsen
- Hans Hansen
- Edvard Heiberg
- Hans Kirk
- Mogens Klitgaard
- Sven Møller Kristensen
- Ove Rode
- Hans Scherfig
- Knud Sønderby
- Mogens Voltelen

Efterkrigstiden:
- Leif Blædel
- Paul Hammerich
- Hans Hertel
- Jørgen Knudsen
- Leif Panduro
- Klaus Rifbjerg
- Allan de Waal

Nyere tid:
- Tøger Seidenfaden[kilde mangler]
- Georg Metz[kilde mangler]
- Ole Bornedal[kilde mangler]